# Начо Папазов
Янаки (Начо) Петров Папазов е български политик от БКП.

## Биография

### Произход, образование и ранни години
Начо Папазов е роден на 25 март 1921 г. в село Граматиково, Малкотърновско. Член е на РМС от 1935 г., на БРП (т.с.) - от 1941 г. Завършва висше образование – за строителен инженер (Братиславска политехника) и Право в Софийския университет „Св. Климент Охридски“. Между 1943 и 1944 г. е член на Областния комитет на РМС в Бургас и на ръководството на БОНСС.

### Професионална и политическа кариера
След 9 септември 1944 г. става член на ЦК на РМС, на ЦК на СНМ и председател на Централното ръководство на БОНСС. От 1948 до 1951 г. е секретар на VIII районен комитет на БКП в София. В периода 1951 – 1954 г. е секретар на ГК на БКП в София, а от 1954 до 1957 – първи секретар. Между 1957 и 1959 г. завежда отдел „Деловодство“ при ЦК на БКП. Кандидат-член е на Централния комитет на БКП от 4 март 1954 до 2 юни 1958 г. и пълноправен член на ЦК на БКП от 2 юни 1958 до ноември 1989 г. Известно време е секретар на ЦК на БКП (5 ноември 1962 – 19 ноември 1966) и член на Секретариата на ЦК на БКП от 19 декември 1977 до 4 април 1981. Председател е на Централната контролно-ревизионна комисия (1986 – 1989). Член на Политбюро на ЦК на БКП (16 ноември - 8 декември 1989 г.). В периода 1977 – 1990 г. е председател на Общонародния комитет за българо-съветска дружба. Член е на Държавния съвет на Народна република България от 1984 до 1986 и през 1989 г.

#### Министерски постове
Бил е министър на просветата и културата (25 декември 1959 – 27 септември 1962), председател на Държавния комитет за наука, технически прогрес и висше образование (9 юли 1971 – 4 януари 1984), първи заместник министър на правосъдието (1966 – 1967), посланик на Народна република България в Япония (18 август 1967 – 15 юни 1971) и др. Бил е посланик и в Сингапур и Малайзия през 1971 г. През 1971-1973 година е председател на Комитета по мирното използване на атомната енергия. През 1981 г. получава отличието „Герой на социалистическия труд“.

## Творчество
- „Резултатите от преустройството на народното образование. Доклад“ (1962)
- „Икономическият механизъм за управление на научно-техническия прогрес“ (1980)
- „Братска дружба, всестранно сближаване“ (1987)
- „Япония – от самурайския меч до изкуствения интелект. Очерци“ (1989)